# NGC 774
NGC 774 est une galaxie lenticulaire située dans la constellation du Bélier. NGC 774 a été découverte par l'astronome germano-britannique William Herschel en 1784.

## Caractéristiques
Sa vitesse par rapport au fond diffus cosmologique est de4 318 ± 20 km/s, ce qui correspond à une distance de Hubble de 63,7 ± 4,5 Mpc (∼208 millions d'al).
À ce jour, quatre mesures non basées sur le décalage vers le rouge (redshift) donnent une distance de 54,775 ± 5,452 Mpc (∼179 millions d'al), ce qui est à l'intérieur des valeurs de la distance de Hubble.
Selon la base de données Simbad, NGC 774 est une galaxie LINER, c'est-à-dire une galaxie dont le noyau présente un spectre d'émission caractérisé par de larges raies d'atomes faiblement ionisés.

## Supernova
La supernova SN 2006ee a été découverte dans NGC 774 le 18 août 2006 par N. Joubert et W. Li dans le cadre du programme LOSS (Lick Observatory Supernova Search) de l'observatoire Lick. Cette supernova était de type II.